# Alfa Romeo Junior
Alfa Romeo Junior är en CUV som den italienska biltillverkaren Alfa Romeo introducerade i april 2024. Företaget ville kalla bilen Alfa Romeo Milano, men Italien godtog inte namnet eftersom bilen kommer att byggas i Polen.
Modellen blir Alfa Romeos första elbil. Senare kommer man att komplettera utbudet med en laddhybrid. Bilen bygger på Stellantis Common Modular Platform och kommer att tillverkas i koncernens polska fabrik i Tychy.

## Motorer
| Modell    | Årsmodell | Motor               | Cylindervolym | Effekt | Bränslesystem            |
| --------- | --------- | ------------------- | ------------- | ------ | ------------------------ |
| Ibrida    | 2025-     | 3-cyl radmotor DOHC | 1199 cm³      | 136 hk | Direktinsprutning, turbo |
| Elettrica | 2024-     | 1 st elmotor        |               | 156 hk |                          |
| Veloce Q4 | 2024-     | 2 st elmotorer      |               | 240 hk |                          |